# Adamswiller
Adamswiller (in tedesco Adamswiller, in alsaziano Àdàmswiller o Willer) è un comune francese di 396 abitanti situato nel dipartimento del Basso Reno nella regione del Grand Est.
Fa parte del Parco naturale regionale dei Vosgi del Nord.

## Società

### Evoluzione demografica
Abitanti censiti